# Stefan Griller
Stefan Griller (* 15. Juni 1956 in Wien) ist ein österreichischer Rechtswissenschaftler.

## Leben
Griller besuchte das Öffentliche Gymnasium der Stiftung Theresianische Akademie und erhielt dort 1974 seine Reifeprüfung mit ausgezeichnetem Erfolg. Noch im selben Jahr begann er Rechtswissenschaften an der Universität Wien zu studieren. 1978 erfolgte dort seine Promotion zum Doktor iuris. Von 1978 bis 1991 war er am Institut für Verfassungs- und Verwaltungsrecht an der Wirtschaftsuniversität Wien tätig, zunächst als Universitätsassistent, später als Oberassistent. Ab 1980 war Griller Lehrbeauftragter für Verfassungs- und Verwaltungsrecht an der Wirtschaftsuniversität Wien. 1988 erfolgte seine Habilitation an der Wirtschaftsuniversität Wien für das Fach „Öffentliches Recht“. 1991 wurde er zum außerordentlichen Universitätsprofessor für Öffentliches Recht unter besonderer Berücksichtigung des Europarechts ernannt und 2008 zum Universitätsprofessor für Öffentliches Recht und Europarecht.
Seit 2010 ist er Universitätsprofessor für Öffentliches Recht, Völker- und Europarecht an der Universität Salzburg.
2018 wurde er zum Mitglied der Academia Europaea gewählt.

## Schriften (Auswahl)
- Die Übertragung von Hoheitsrechten auf zwischenstaatliche Einrichtungen. Eine Untersuchung zu Art. 9 Abs. 2 des Bundes-Verfassungsgesetzes. Wien 1989, ISBN 3-211-82161-9.
- mit Franz Maislinger und Andreas Reindl: Fundamentale Rechtsgrundlagen einer EG-Mitgliedschaft. Verfassungsfragen der Übernahme von EG-Recht in den bisherigen Mitgliedstaaten in vergleichender Sicht. Wien 1991, ISBN 3-7046-0263-9.
- Grundzüge des Rechts der Europäischen Union. Wien 1997, ISBN 3-211-82972-5.
- Grundlagen und Methoden des Verfassungs- und Verwaltungsrechts. Lehrbuch. Wien 2015, ISBN 978-3-7046-7254-4.